# 1846 en mathématiques
Cet article présente les faits marquants de l'année 1846 en science.

## Évènements
- 3 août : le mathématicien français Augustin Louis Cauchy transmet une première note à l'Académie des sciences intitulée Sur les intégrales qui s'étendent à tous les points d'une courbe fermée[1] où il utilise la formule dite de Green-Riemann[2].

## Publications
- Évariste Galois : Œuvres Mathématiques, édition posthume publié par Joseph Liouville dans les fascicules d'octobre et de novembre du Journal de mathématiques pures et appliquées, dont l'article Sur les conditions de résolubilité des équations algébriques.

## Prix
- Académie des sciences
  - Grand prix de mathématiques : Johann Georg Rosenhain (Breslau) pour ses travaux sur les fonctions abéliennes

## Naissances
- 21 janvier : Pieter Schoute (mort en 1913), mathématicien néerlandais.
- 23 janvier : Nikolaï Oumov (mort en 1915), physicien, mathématicien et philosophe russe.
- 29 janvier : Karol Olszewski (mort en 1915), mathématicien, physicien et chimiste polonais.
- 16 mars : Gösta Mittag-Leffler (mort en 1927), mathématicien suédois.
- 22 juin : Georges Simart (mort en 1921), mathématicien et capitaine de frégate français.
- 8 novembre : Eugenio Bertini (mort en 1933), mathématicien italien.
- 3 décembre : Carl Kostka (mort en 1921), mathématicien polonais.

## Décès
- 17 mars : Friedrich Wilhelm Bessel (né en 1784), astronome et mathématicien allemand.